# Phymaturus palluma
Phymaturus palluma — вид ігуаноподібних ящірок родини Liolaemidae. Мешкає в Аргентині.

## Поширення і екологія
Phymaturus palluma мешкають в Андах на заході аргентинської провінції Мендоса, можливо, також трапляються на сході центрального Чилі. Вони живуть в тріщинах серед скель, на висоті від 1300 до 2200 м над рівнем моря. Живляться рослинністю, є живородними.